# Éole-en-Beauce
Éole-en-Beauce – gmina we Francji, w Regionie Centralnym-Dolina Loary, w departamencie Eure-et-Loir. W 2013 roku liczba ludności na terenie obecnej gminy wynosiła 1025 mieszkańców. 
Gmina została utworzona 1 stycznia 2016 roku z połączenia czterech wcześniejszych gmin: Baignolet, Fains-la-Folie, Germignonville oraz Viabon. Siedzibą gminy została miejscowość Viabon. Dnia 1 stycznia 2019 roku nastąpiły kolejne zmiany administracyjne. Do Éole-en-Beauce została włączona ówczesna gmina Villeau. Siedzibą gminy pozostała miejscowość Viabon. 